# Верхня Бойовка
Верхня Бойо́вка (рос. Верхняя Боёвка) — присілок у складі Сисертського міського округу Свердловської області.
Населення — 233 особи (2010, 243 у 2002).
Національний склад населення станом на 2002 рік: росіяни — 89 %.

## Уродженці
- П'янков Володимир Олександрович (1917—2015) — український поет, літератор, журналіст, Заслужений журналіст України.